# Rathaus (Strzelce Opolskie)

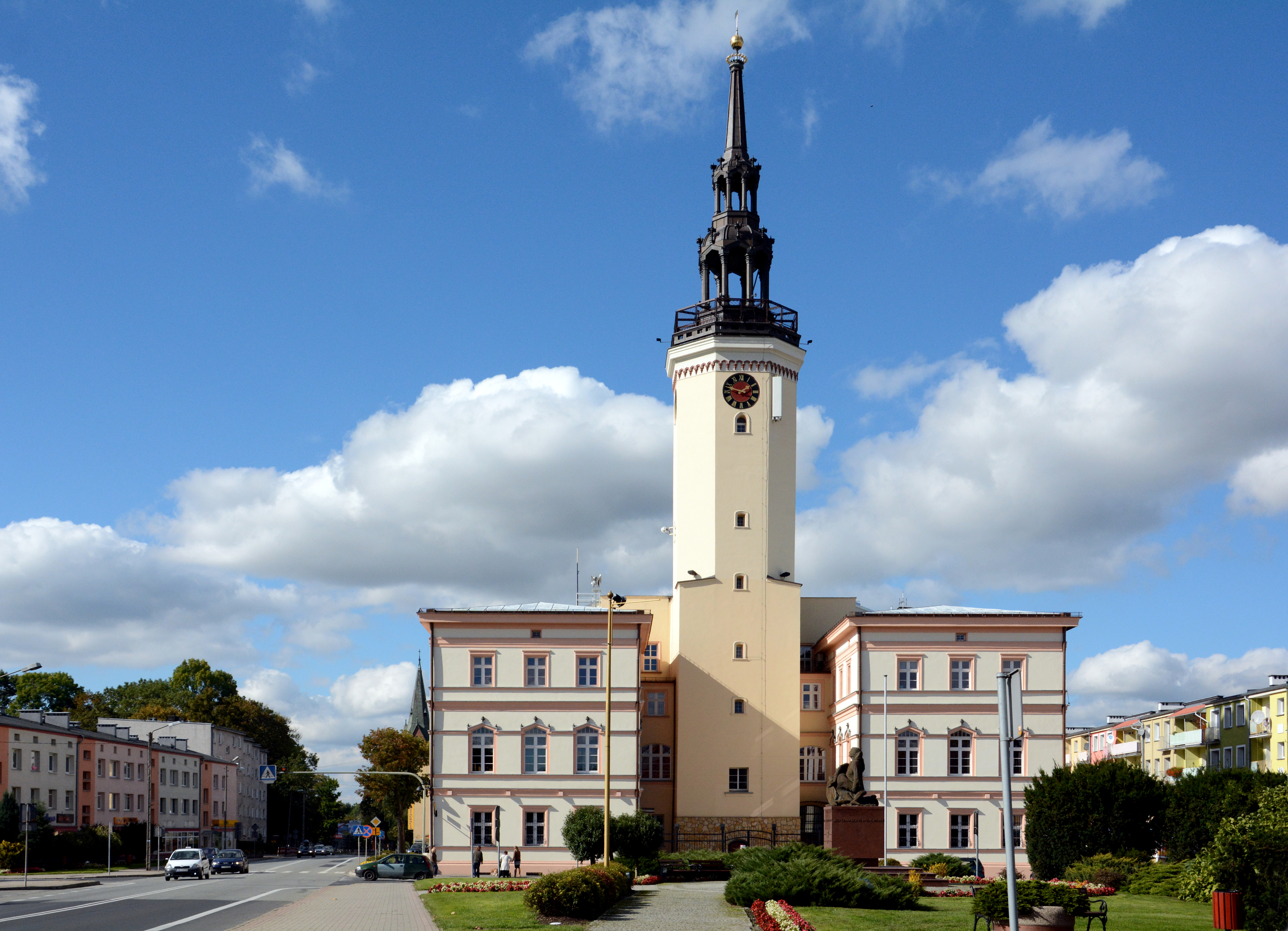
Rathaus

Das Rathaus von Strzelce Opolskie (Groß Strehlitz) befindet sich in der Mitte des Rings.

## Geschichte
Erste Informationen über das Rathaus von Groß Strehlitz stammen aus dem Jahr 1581. Am 24. November 1754 brach in Groß Strehlitz ein Brand aus, bei dem das Rathaus zerstört wurde. 1758 wurde es wieder aufgebaut. Bei einem erneuten Brand am 21. Juli 1826 wurde das Gebäude teilweise zerstört und bei einem weiteren Brand am 18. Juni 1827 vollständig zerstört.
Das heutige Rathausgebäude wurde in den Jahren 1844 bis 1846 nach Plänen des Architekten Roch erbaut. 1911, während der Amtszeit des Bürgermeisters Paul Gundrum, wurde das Rathaus teilweise umgebaut. 1938 wurden im Rathaus Renovierungsarbeiten durchgeführt. Im Januar 1945 wurde das Rathaus durch sowjetische Soldaten angezündet und dabei zerstört.
Im März 1945 übernahm die polnische Verwaltung erstmals die Aufgaben der Stadtverwaltung, zunächst im Gaswerk der Stadt als Ausweichmöglichkeit. Das Rathaus wurde nach alten Plänen wieder aufgebaut und 1960 fertiggestellt.